# 空駆ける天馬
空駆ける天馬（そらかけるてんま）は館蓬莱作詞、黒澤吉徳作曲の合唱曲。1978年製作され、混声3部合唱だが、部分的にパートで別れて4部～5部になる箇所もある。
曲のほぼ全体を通し、颯爽と駆ける天馬が快いテンポで曲に表現されており、中学校の合唱コンクールで人気が高い。ホ短調。中部で急にテンポが落ちる場所がある。さらに後半では同じような歌詞が連続して続き、だんだんと音が高くなってくる。
この天馬とは、歌詞よりペガスス座を指すと思われる。曲の後半部分には、アンドロメダ（星座または銀河）やスワンの星座といった、合唱コンクールの多く行われる秋に見られる星座が登場している。